# Wolfgang Knaller
Wolfgang Knaller (Waiern, 9 ottobre 1961) è un ex calciatore austriaco, di ruolo portiere, preparatore dei portieri dell'Admira Wacker M..